# Ulla Hallin
Ulla Lovisa Ahlstrand, känd under flicknamnet Ulla Hallin, född 14 februari 1939 i Engelbrekts församling i Stockholm, död 24 januari 1970 i Tyresö församling i Stockholms län, var en svensk sångerska (sopran). Under slutet av 1960-talet var hon flitigt anlitad för uppdrag hos bland andra Povel Ramel och Hasse & Tage. Hon förekom också i flera underhållningsprogram i slutet av 1960-talet.  
Ulla Hallin började sjunga som nittonåring i Gottliebkvartetten tillsammans med Pia Lang. Hon blev sedan vokalist hos Curt Silvén och hos Ernie Englund där Svante Thuresson spelade trummor. Hallin var medlem av gruppen Gals and Pals 1962–1967, där även Lang och Thuresson ingick. Gruppen bildades av musikern Lasse Bagge och det första stora engagemanget gick av stapeln 1963 på Berns salonger, då de framträdde i showen Fi Faj Fo Fum med Carl-Gustaf Lindstedt och Catrin Westerlund. Hon var med i Povel Ramels revy "På avigan" på Idéonteatern i Stockholm. Hallin medverkade också i TV-programmet Partaj 1969 där hon bland annat spelade flera sketcher med Ingvar Kjellson som damen som slog sin handväska i huvudet på Kjellson.
Ulla Hallin var från 1961 till sin död gift med musikern Sten Axel Ahlstrand (1933–1993).
I Gals and Pals ingick även sångaren Beppo Gräsman, med vilken hon inledde en relation. Under en djup depression 1969 tog Gräsman sitt liv; 1970 gick Ulla Hallin samma väg. Hon är begravd på Skogskyrkogården i Stockholm tillsammans med föräldrarna Curt Einar Hallin och Carla Lovisa, ogift Andersson, vilka båda var damfrisörer.

## Teater

### Roller (urval)
- 1969 – Anna-Maria Wallman i Spader, Madame! eller Lugubert sa Schubert av Hans Alfredson och Tage Danielsson (även regi), Oscarsteatern[6]